# 尾畑義純
尾畑 義純（おばた よしのり、1884年〈明治17年〉 - 1957年〈昭和32年〉）は、日本の海軍法務官。最終階級は海軍法務中将。

## 経歴
東京府出身。東京帝国大学法科大学法律学科卒業。
海軍主理試補、海軍中主計、海軍主理、海軍主計中尉、海軍司法事務官兼海軍法務官を経て、海軍省法務局長。墓所は多磨霊園。

## 家族
- 妻: 濱子（明治21年生、兵庫県出身、西村貫一の姉）
- 息子: 正凞（大正4年生）
- 娘: 榮美子（大正元年生）